# Metophthalmus nodosus
Metophthalmus nodosus es una especie de coleóptero de la familia Latridiidae.

## Distribución geográfica
Habita en las Islas del Océano Pacífico.